# ایالات متحده آمریکا در المپیک تابستانی ۱۹۵۲

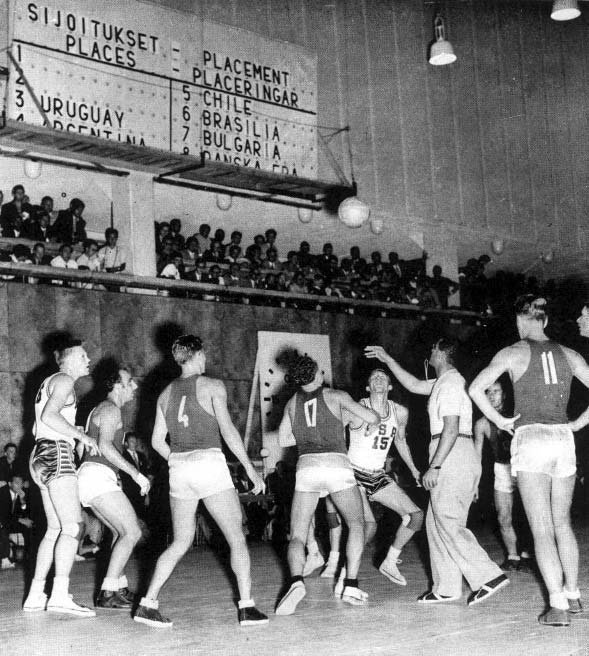
ایالات متحده آمریکا در بازی‌های المپیک تابستانی ۱۹۵۲ که در هلسینکی فنلاند برگزار شد، با ۲۸۶ ورزشکار شرکت نمود و موفق به کسب ۷۶ مدال (۴۰ طلا، ۱۹ نقره، ۱۷ برنز) شد که در رتبه ۱ مسابقات قرار گرفت.